# Diocesi di Giru di Marcello
La diocesi di Giru di Marcello (in latino Dioecesis de Giru Marcelli) è una sede soppressa e sede titolare della Chiesa cattolica.

## Storia
Giru di Marcello, nell'odierna Algeria, è un'antica sede episcopale della provincia romana di Numidia.
Secondo Mesnage i vescovi Giuliano e Lucido, episcopi Marcellianensis, attribuiti da Morcelli a questa sede, appartengono in realtà alla diocesi di Marcelliana.
Unico vescovo noto di Giru di Marcello è Fruttuoso, il cui nome appare al 52º posto nella lista dei vescovi della Numidia convocati a Cartagine dal re vandalo Unerico nel 484; Fruttuoso, come tutti gli altri vescovi cattolici africani, fu condannato all'esilio.
Dal 1933 Giru di Marcello è annoverata tra le sedi vescovili titolari della Chiesa cattolica; la sede è vacante dal 7 ottobre 2023.

## Cronotassi

### Vescovi residenti
- Fruttuoso † (menzionato nel 484)

### Vescovi titolari
- Antoine-Hubert Grauls, M.Afr. † (16 ottobre 1967 - 26 luglio 1986 deceduto)
- Mihály Mayer (23 dicembre 1988 - 3 novembre 1989 nominato vescovo di Pécs)
- Vital Massé (20 ottobre 1993 - 8 settembre 2001 nominato vescovo di Mont-Laurier)
- David Albin Zywiec Sidor, O.F.M.Cap. † (24 giugno 2002 - 30 novembre 2017 nominato vescovo di Siuna)
- Robert Francis Christian, O.P. † (28 marzo 2018 - 11 luglio 2019 deceduto)
- Mykola Petro Lučok, O.P. (11 novembre 2019 - 7 ottobre 2023 nominato vescovo di Mukačevo)